# Åke Borg
Claes Åke Borg, född 18 augusti 1901 i Stockholm, död 6 juni 1973, var en svensk simmare. Åke Borg var tvillingbror till Arne Borg.